# 行星冒险

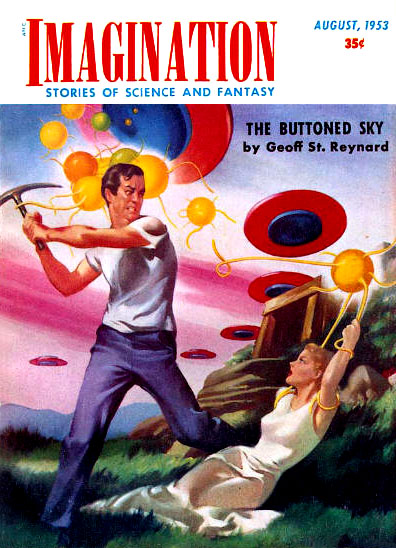
行星冒险

行星冒险又稱剑与星球 ，是科學幻想中的一个分支，行星冒险作品主要講述的是主人公在外星球上的一系列冒險經歷，而且主人公經常乘坐航天器在各個星球之間來回穿梭。